# Sakaraha
Sakaraha est une commune rurale malgache, chef-lieu du district de Sakaraha, située dans la partie centre-est de la région d'Atsimo-Andrefana

## Géographie
Sakaraha est situé sur la route nationale no 7 (Toliara-Antananarivo) à 134 km de Tuléar, 64 km d'Andranovory et 84 km d'Ilakaka.

## Démographie
En 2000, Sakaraha comptait près de 21 000 habitants. Plus de 50 % sont des cultivateurs et près de 30 % sont des éleveurs.

## Économie
On y pratique plusieurs cultures surtout celle du manioc. On y cultive aussi le riz. Seuls 5 % des agriculteurs utilisent de l'engrais chimique.    
L'économie de Sakaraha reçoit une impulsion grâce à l'exploitation du saphir. Le gisement de saphir de Sakahara est l'un des plus importants au monde. Le Saoudien Mohamed Jamal Khalifah, époux d'une des sœurs d'Oussama ben Laden, était propriétaire de mines de pierre précieuse se trouvant non loin de Sakaraha. Il s'y rend pour les visiter et y est assassiné le 31 janvier 2007 par une trentaine de bandits.    
La compagnie Madagascar Southern Petroleum Company (MSPC) découve du gaz naturel près de Sakaraha en 2011.

## Tourisme et écologie
En matière de tourisme et d'écologie, la visite du Parc National de Zombitse-Vohibasia est rendu possible grâce au Madagascar National Parks (MNP) dont l'ancien nom était Association Nationale pour la Gestion des Aires Protégés (ANGAP). Le parc se trouve à 20 km au nord-est de la ville de Sakaraha, à 150 km de la ville de Toliara, à 90 km à l'ouest du Parc National de l'Isalo. Il a été créé en 1997 et a une superficie d'environ 360 km2. On peut y trouver plusieurs espèces de lémuriens et presque la moitié de l'ensemble des espèces d'oiseaux endémiques de Madagascar. Une forêt décidue sèche y domine.